# Endogonaceae
Endogonaceae Paol. – rodzina grzybów z typu Mucoromycota.

## Systematyka
Pozycja w klasyfikacji według Index Fungorum: Endogonaceae, Endogonales, Incertae sedis, Endogonomycetes, Mucoromycotina, Mucoromycota, Fungi
Takson utworzył Giulio Paoletti w 1889 r. Według aktualizowanej klasyfikacji Index Fungorum, który bazuje na Dictionary of the Fungi, do rodziny tej należą rodzaje:
- Endogone Link 1809
- Jimgerdemannia Trappe, Desirò, M.E. Sm., Bonito & Bidart. 2017
- Peridiospora C.G. Wu & Suh J. Lin 1997
- Sclerogone Warcup 1990
- Vinositunica Koh. Yamam., Degawa & A. Yamada 2020